# Beretning om belejringen af byen Rhodos
Beretning om belejringen af byen Rhodos (latin: Descriptio obsidionis urbis Rhodiæ) var en bog af Guillaume Caoursin om Rhodos' belejring 1480.
Bogen var en bestseller i datiden.
Den var en af de første trykte bøger i Danmark, trykt af Johann Snell på latin i Odense i 1482.
I 1508 udgav Gotfred af Ghemen en dansk oversættelse.
Værket handler om Rhodos' belejring 1480, der var et osmannisk angreb under Mehmed II.
Guillaume Caoursin var vicekansler på øen.
Teksten kan ses som et kristent propagandaskrift fra Johanniterordenen mod den muslimske jihad.

## Udgaver
De første bevarede udgaver blev trykt allerede i efteråret 1480,
hvor udgaver fra Venedig og Parma findes.
Senere på året i december 1480 blev den trykt i Brügge og Passau.
Parallelt hermed kom også en italiensk og tysk oversættelse.
En udgave fra 1481 blev formentlig trykt i Barcelona og året efter i 1482 findes en udgave fra Rom.
En udgave trykt i Ulm i 1496 har indsat en række træsnit der illustrerer dele af bogens handling.
Boston Public Librarys eksemplar af Ulm-udgaven er indskannet og gjort tilgængelig på Internet Archive.
Snell var kaldt til Danmark for at trykke Odense Stifts breviar, Breviarium Ottoniense.
Før han blev færdig med den opgave har Snell nok trykt Rhodos-beretningen.
Det kongelige Bibliotek betragter Rhodos-bogen som den første bog, der er trykt i Danmark.
En facsimileudgave af Det Kongelige Biblioteks eksemplar af Johan Snells udgave blev udgivet af Fynsafdelingen af Foreningen for Boghåndværk ved 500 året for den oprindelige udgivelse. Bogen indeholdt også en dansk oversættelse af Jacob Isager og træsnittene fra Ulm-udgaven.